# Dicranomyia (Dicranomyia) shirakii
Dicranomyia (Dicranomyia) shirakii is een tweevleugelige uit de familie steltmuggen (Limoniidae). De soort komt voor in het Oriëntaals gebied.